# 人口

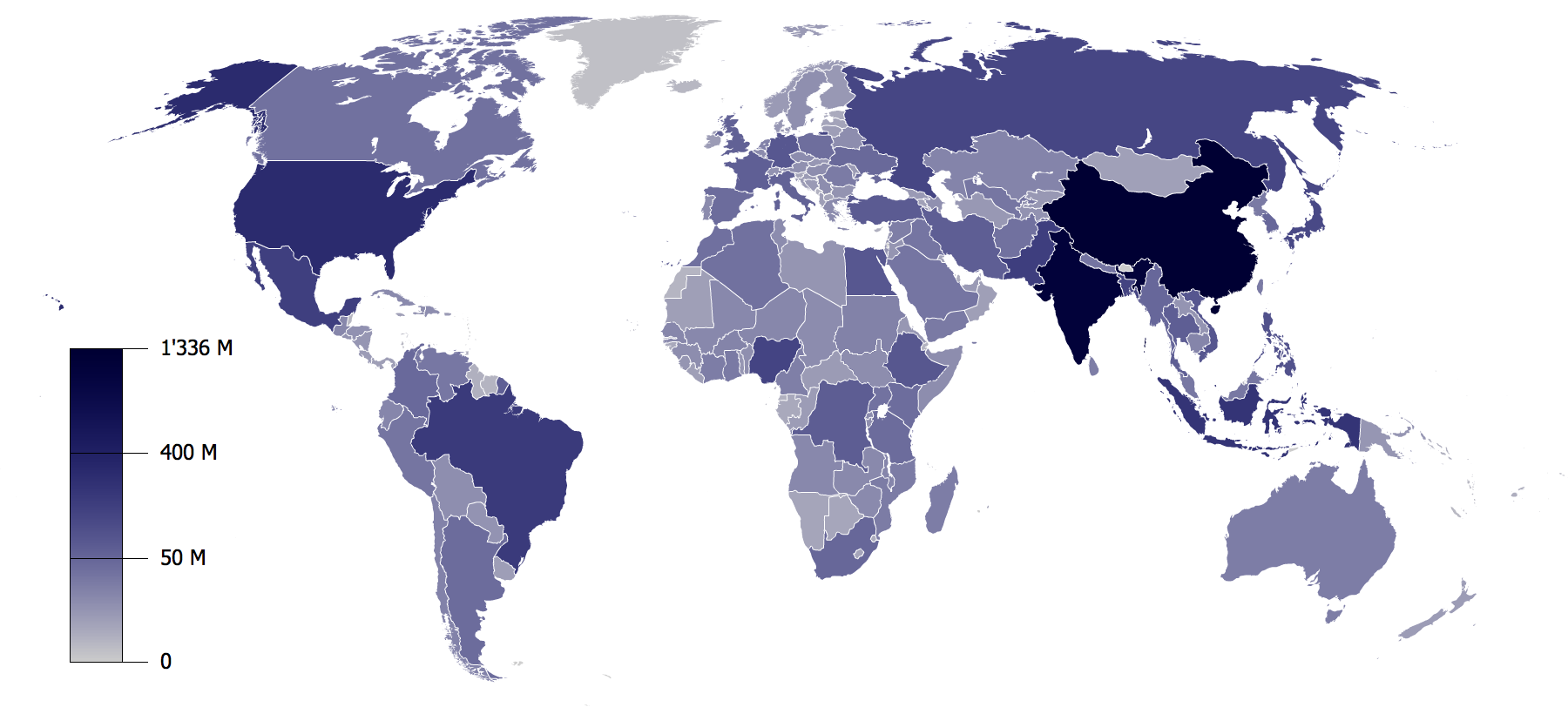
各国人口统计图

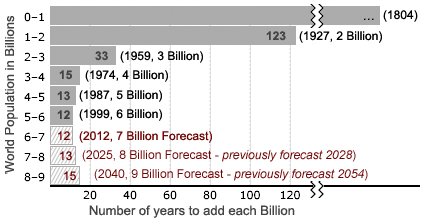
人口成長速度圖，例如30億人長至40億人花費15年

人口（英語：human population），通常是指一个地理区域的人類数目，对人口进行研究的科目有社会学和地理学，它是人口学研究的最基本的范畴，一个地域的承载能力是有限的，这限制了人口数目的增长，一些人类社会学观察员建议这个理论同样适用于人口，并且认为未受抑制的人口增长有可能导致马尔萨斯学说灾难，但是也有人表示不同意这个观点。人口具有自然的和社会的两重属性。

## 全球人口
- 世界人口：8,208,641,000（2025年07月3日）

## 人口再生产类型
- 原始型：高出生率，高死亡率，很低的自然增长率仅见于一些发展中国家的个别地区。
- 传统型：高出生率，较高死亡率，较低的自然增长率仅见于少数发展中国家的一些地区。
- 过渡型：高出生率，低死亡率，高自然增长率多为发展中国家，如亚洲的巴基斯坦。
- 现代型：低出生率，低死亡率，很低的自然增长率，如欧洲的德国，目前东亚大部分国家除蒙古及北韓外为这一类型。

## 人口爆炸
用來形容某地區的人口突然快速地增長，就像炸彈爆炸的一瞬間般。人口爆炸通常都會發生在戰爭之後的一至兩年，例如在第二次世界大戰之後，世界各國都出現了人口爆炸。
- 全球人口數量爆炸性的增長：從1804年的10億、1927年20億、1959年30億、1974年40億、1987年50億、1999年60億、2011年70億、2022年已達80億。

## 歷年來世界上的人口

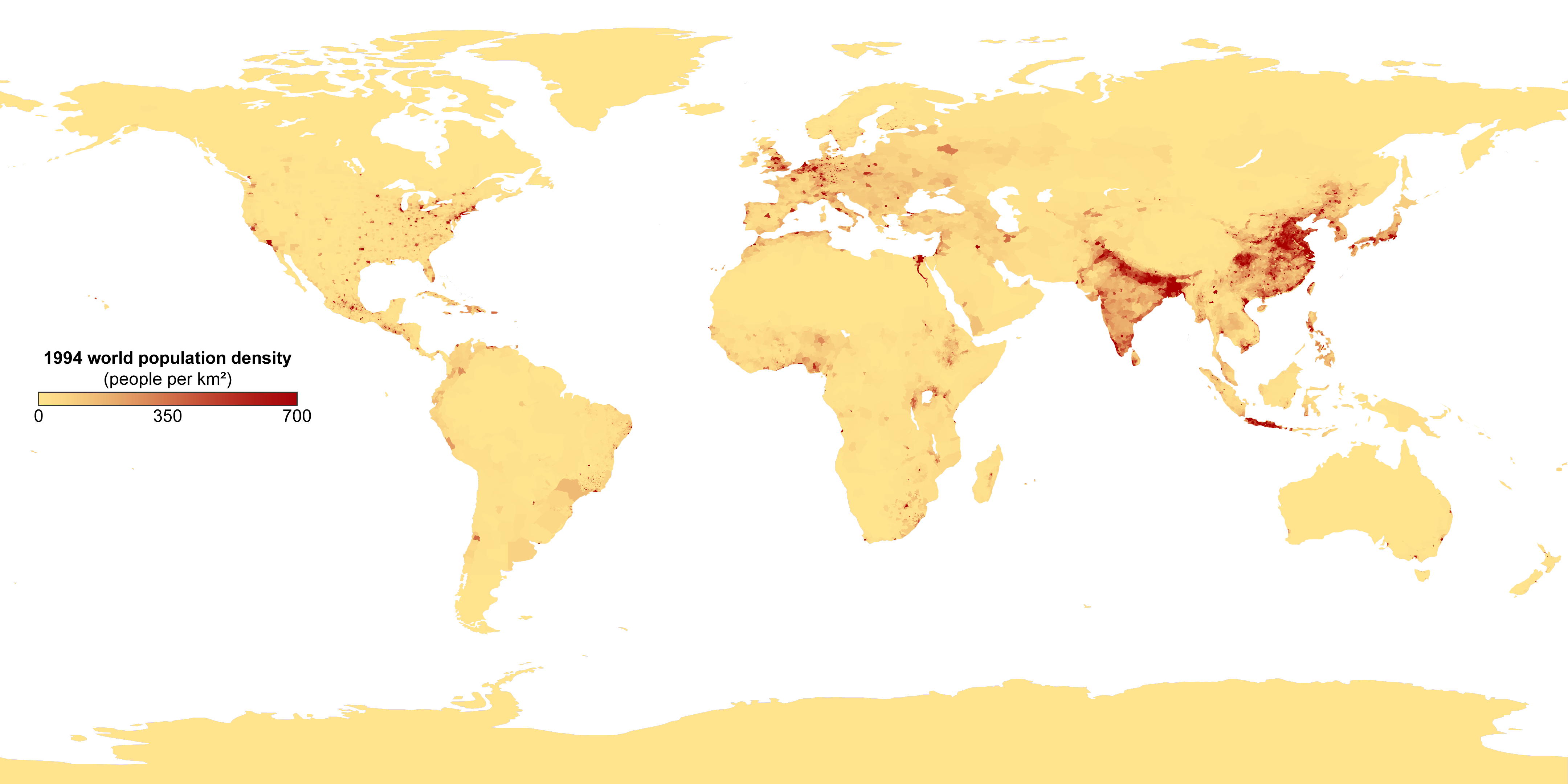
世界人口密度

按照现代人是在5万年前出现的来算，考虑到那时没有人口限制，平均寿命短，一个年轻的人口结构和较高的生育率——每个母亲大约会生6到8个孩子，美国人口学者卡尔·郝伯(CarlHaub)认为，在农业出现以前，在以狩猎为生的方式下，全世界的人口大约只有500万到1000万。到了公元1世纪，根据当时罗马、中国和地中海地区的断断续续的人口普查，世界人口已增长至3亿。对此用一个较高的出生率就可以估算出，迄今为止地球上总共生活过大约1060亿人。我们现在的地球有73亿人，占地球上曾经生活过的总人口的6.8％。在1900年，全世界只有16亿人，但是发展中国家人口的快速增长导致世界人口的激增，所以我们现有人口占地球曾有人口的比例在上升。
截至2011年11月，世界人口已达到70亿，大约是所有曾生活在地球上的人的6%，由此估算，曾生活在世界上的人口1167亿。